# Rat Moći
Rat Moći je rat u izmišljenom svetu Roberta Džordana, svetu Točka vremena. Ovaj rat je počeo kada su oni koji su pod uticajem Mračnog, krenuli u borbu za uništenje svih drugih. U ovo vreme, ideja ratovanja je bila nepoznata čovečanstvu, tako da su sile mraka brzo postigle svoje ciljeve, još pre nego što je pošten rat počeo.
Događaji u knjizi iz serijala, Dolazak Senke, pokazuju da je ovaj rat trajao oko 3 generacije, verovatno 50 do 75 godina ratovanja pre nego što je Slamanje počelo.
Aes Sedai, ujedno poznati po svojoj sposobnosti da upravljaju Jednom moći, i po značajnom akademskom i građanskom znanju, često su postajali vođe sila Svetlosti. Ipak, mnoge Aes Sedai - uključujući i one najmoćnije - prešli su na stranu snaga Mraka, postajući "Izabrani" Mračnog. Te "Izabrane" su sile Svetlosti nazivale Izgubljeni. Izgubljeni su postali vođe i generali snaga Mraka. Jedan od Izhubljenih, Aginor, je bio odgovoran za upravljanje armijama Nakota Senke: Trolocima, Mirdraalima i Draghkarima.
Posle nekog vremena, sile Svetlosti su počele da podležu, delom zbog volje neprijatelja da proizvodi zveri i mašine kao što su Troloci kao vojnici. Postalo je jasno da sile Svetlosti moraju preduzeti neku vrstu misije koja će dovesti do kraja rata, i koja će baciti Senku na kolena u jednom udaru, ali Dvorana Sluga nije bila u mogućnosti da to uradi, jer nije znala kako. Predložena su dva moguća plana. 
Prvi je podrazumevao upotrebu dva velika sa'angreala, jednog muškog i jednog ženskog, kako bi se proizveo drugi zatvor za Mračnog, oko samog "Kanala", koji će onemogućiti Mračnog da utiče na svet. Ovi sa'angreali su u teoriji bilo toliko snažni da bi samo jedan od njih mogao povući dovoljno moći da uništo ceo svet. Pošto nijedno ljudsko biće ne bi moglo da poodnese toliko moći, bio bi potreban ter'angreal koji bi omogućio zaštitu usmerivaču, i koji bi služio kao pristupni ključ sa'angrealu. 
Drugi plan, koji je predložen od strane samog Luisa Terina, bio je da se oformi krug najmoćnijih Aes Sedai koji bi otišli do Šajol Gula i ponovo zatvorili zatvor Mračnog. Ovaj plan je smatran veoma opasnim: i sam Luis Terin je priznao da je mala verovatnoća da će se iko od njih vratiti, čak iako uspeju. Takođe je postojala mogućnost da će se zatvor umesto ponovnog zatvaranja još više otvoriti i naprosto pući. Zbog opasnosti ovog plana, žena po imenu Latra Pose Dekum je zasnovala pakt sa drugim ženskim Aes Sedai da nijedna od njih ne pomogne Luisu Terinu. Ovaj dogovor je potopio sve njegove postojeće planove koji su podrazumevali muško-žensku saradnju.
Rad na sa'angrealima je napredovao brzo, ali kada su završeni pristupni ključevi, vojska kojom je komandovao Samael, zauzela je mesto na kojem su bili čuvani. Kovani su planovi da se ključevi povrate, ali se nikada nisu sproveli u delo, tako da ključevi nisu viđeni sledećih 3000 godina. U međuvremenu, druge snage Senke su gurnule Svetlost uza zid. Da Svetlost nije završila rat u roku od pola godine, manje više, njene snage bi bile pregažene.
Uzimajući stvari u svoje ruke, Luis Terin je okupio svoje najodanije sledbenike, Stotinu Sadrugova (iako su u stvari brojali 113 ljudi), i vojsku od 10000 vojnika, a potom ih je odveo u borbu na obroncima Šajol Gula. Oko 40 Sadrugova je ubijeno, i svi vojnici su izginuli, ali je ponovno zatvaranje zatvora savršeno odrađeno, uprkos tome što nijedna ženska Aes Sedai nije učestvovala u poduhvatu. Igrom slučaja, Izgubljeni su se u tom trenutku nalazili kod Šajol Gula i zatočeni su zajedno sa Mračnim. Uprkos, orividnom porazu, Mračni je bacio kletvu na saidin, što je dovelo Luisa Terina i ostatak njegovih Sadrugova do trenutnog ludila, dok su drugi muški Aes Sedai vremenom poludeli. Ovi muški usmerivači su preplavili svet, oblikujući ga prema svojim željama. Ovaj događaj se naziva Slamanje Sveta, gde je čovečanstvo jedva preživelo uništenje doneto od strane muških Aes Sedai.

## Literatura
- Robert Jordan's The Wheel of Time series Архивирано на веб-сајту  (5. март 2013)
- [мртва веза]